# Żabka (ćwiczenie)

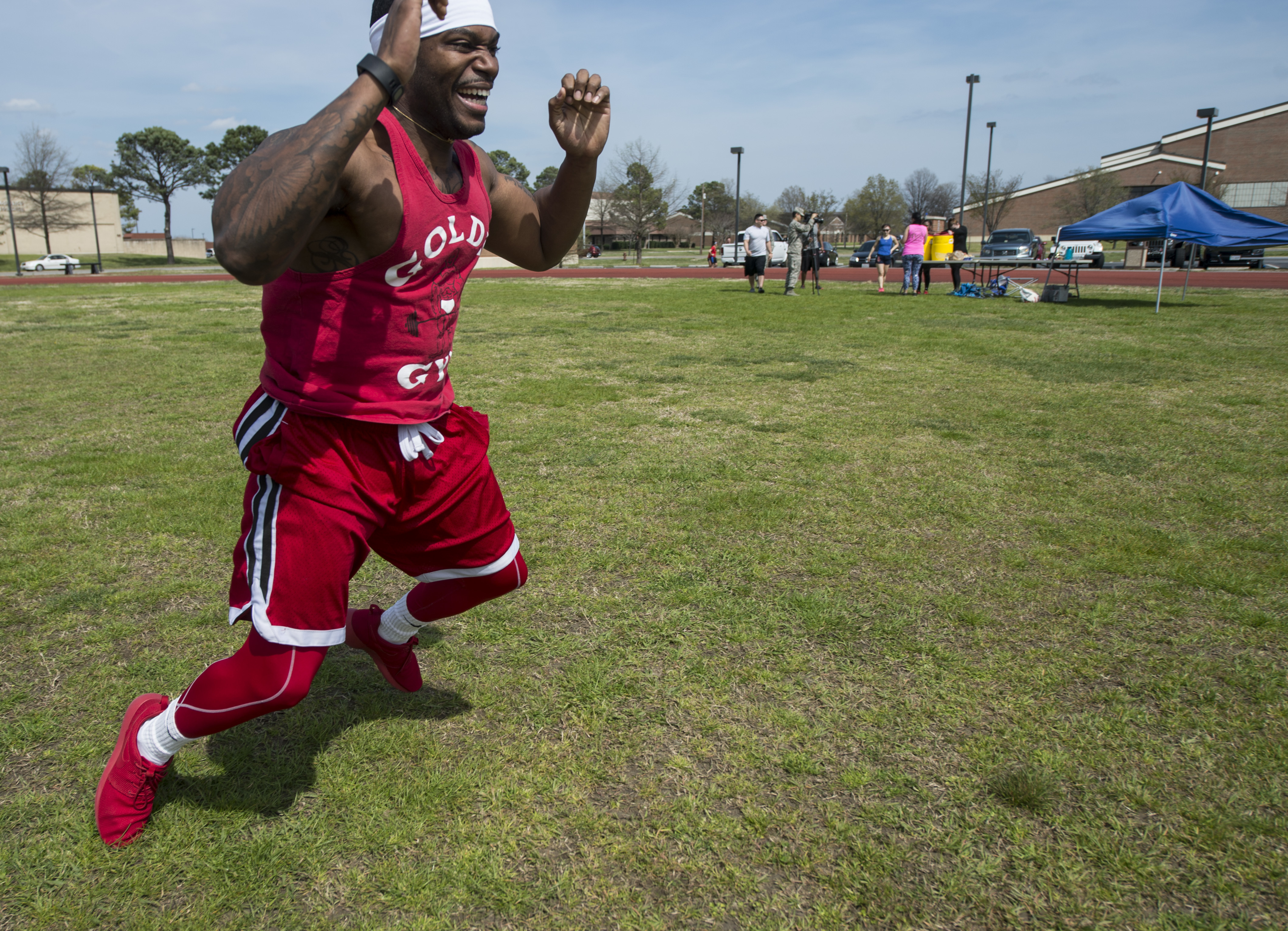
Podskoki żabką

Żabka – ćwiczenie gimnastyczne, polegające na obunożnym podskoku z pozycji kucznej do wyprostowanej. Wykonywane wielokrotnie przypomina sposób poruszania się żaby na lądzie.